# Ena
Ena (jap. 恵那市 Ena-shi) – miasto w prefekturze Gifu na wyspie Honsiu (Honshū), w Japonii.

## Historia
Ena była ważną (jedną z 69, wówczas o nazwie Ōi-juku) stacją pocztową (shukuba) na szlaku Nakasendō (Kisokaidō, Kiso Kaidō) w okresie Edo (1603–1868). Trasa ta była często wybierana przez podróżujących panów feudalnych (daimyō), którym towarzyszyli liczni słudzy i oddziały żołnierzy, ponieważ była bezpieczniejsza od drogi Tōkaidō, prowadzącej wzdłuż wybrzeża Pacyfiku, pełnej trudnych przepraw przez wiele rzek.
Hiroshige Museum of Art posiada kolekcję ponad 500 drzeworytów ukiyo-e na wystawie, w tym „Sześćdziesiąt dziewięć stacji Kiso-kaidō” (Nakasendō) autorstwa Hiroshige Utagawy i Keisaia Eisena (1790–1848).
Muzeum Hishiya to odrestaurowany dom naczelnika wioski (shōya), co pozwala na zapoznanie się z codziennym życiem dobrze prosperującej rodziny w okresie Edo.

## Położenie
Miasto leży w południowej części prefektury Gifu nad rzeką Kiso. Najwyżej położonym miejscem jest góra Kasagi 1 128 m n.p.m. Graniczy z: Yaotsu, Shirakawa, Mizunami i Nakatsugawą w prefekturze Gifu oraz od południa z Toyotą w prefekturze Aichi.

## Galeria

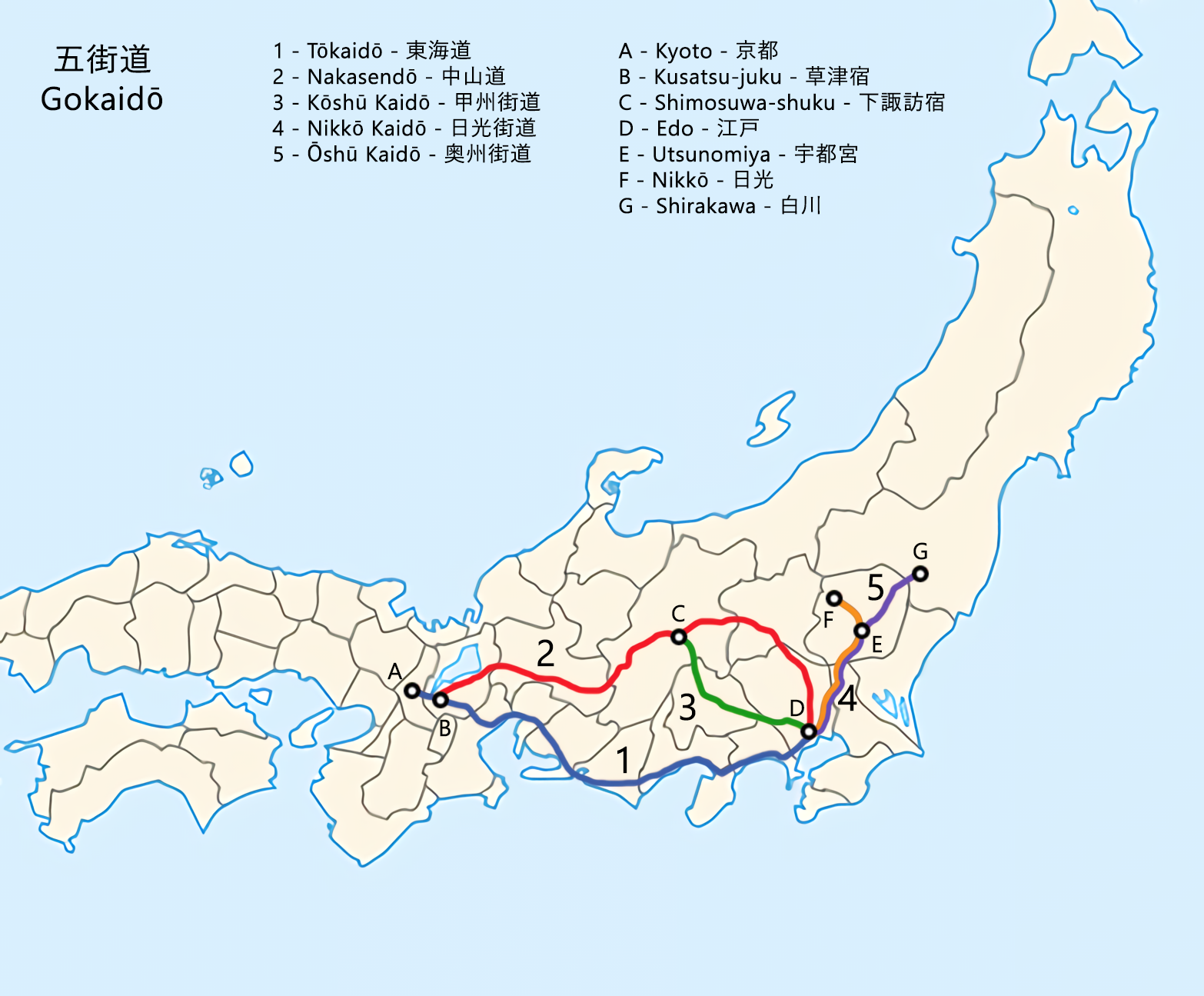
Mapa pięciu szlaków Gokaidō
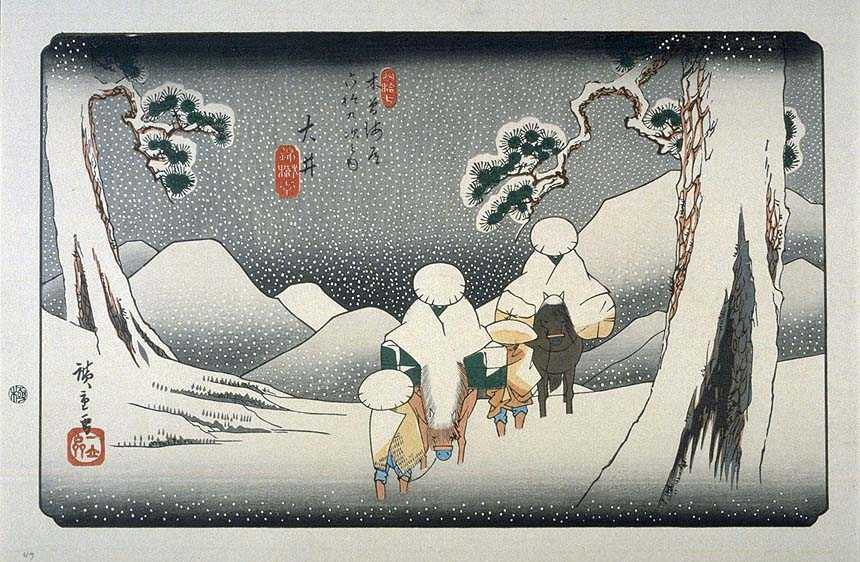
Hiroshige Andō (1797–1858), Nakasendō („droga wśród gór”) w Ōi
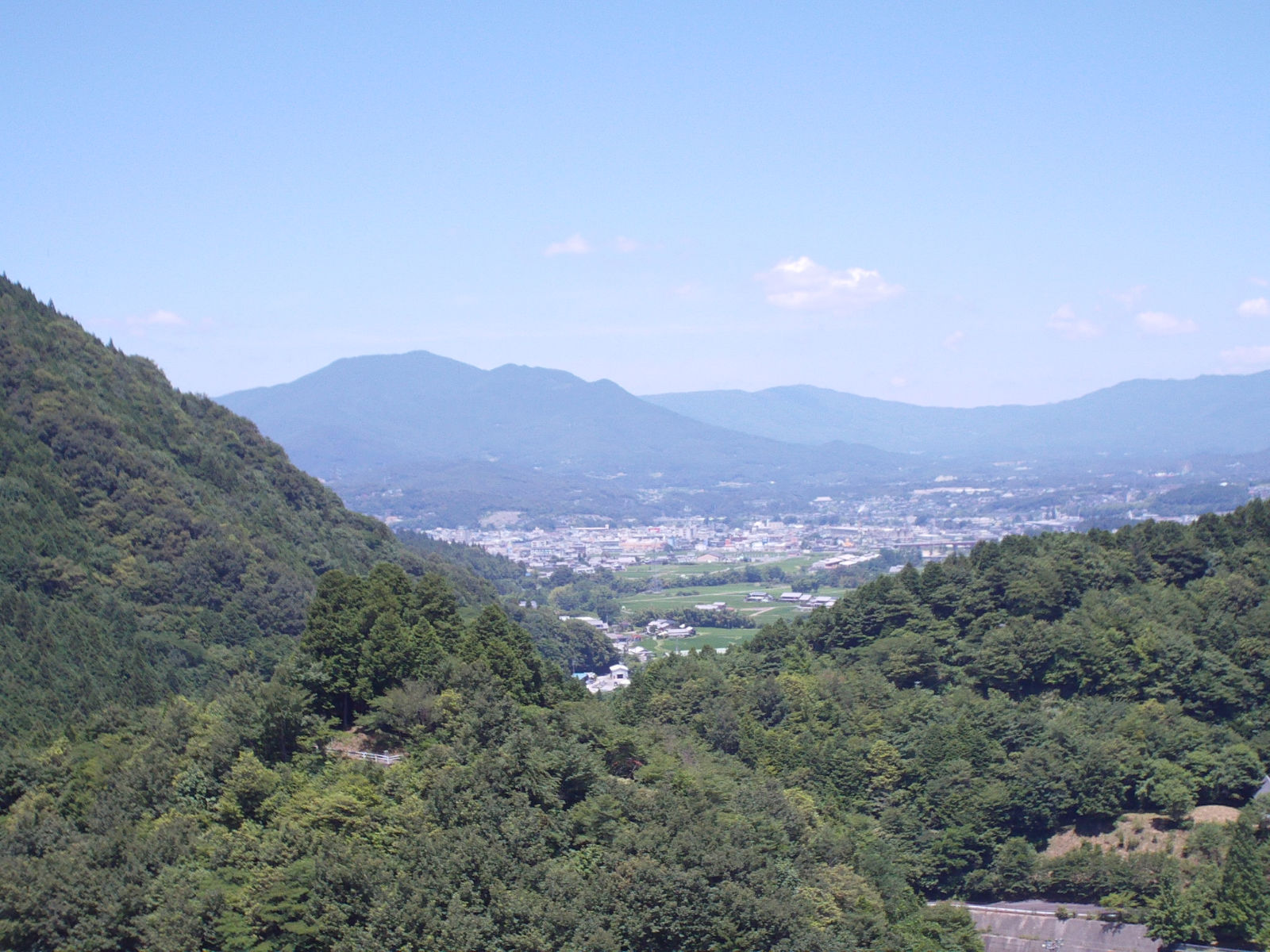
Widok na miasto Ena
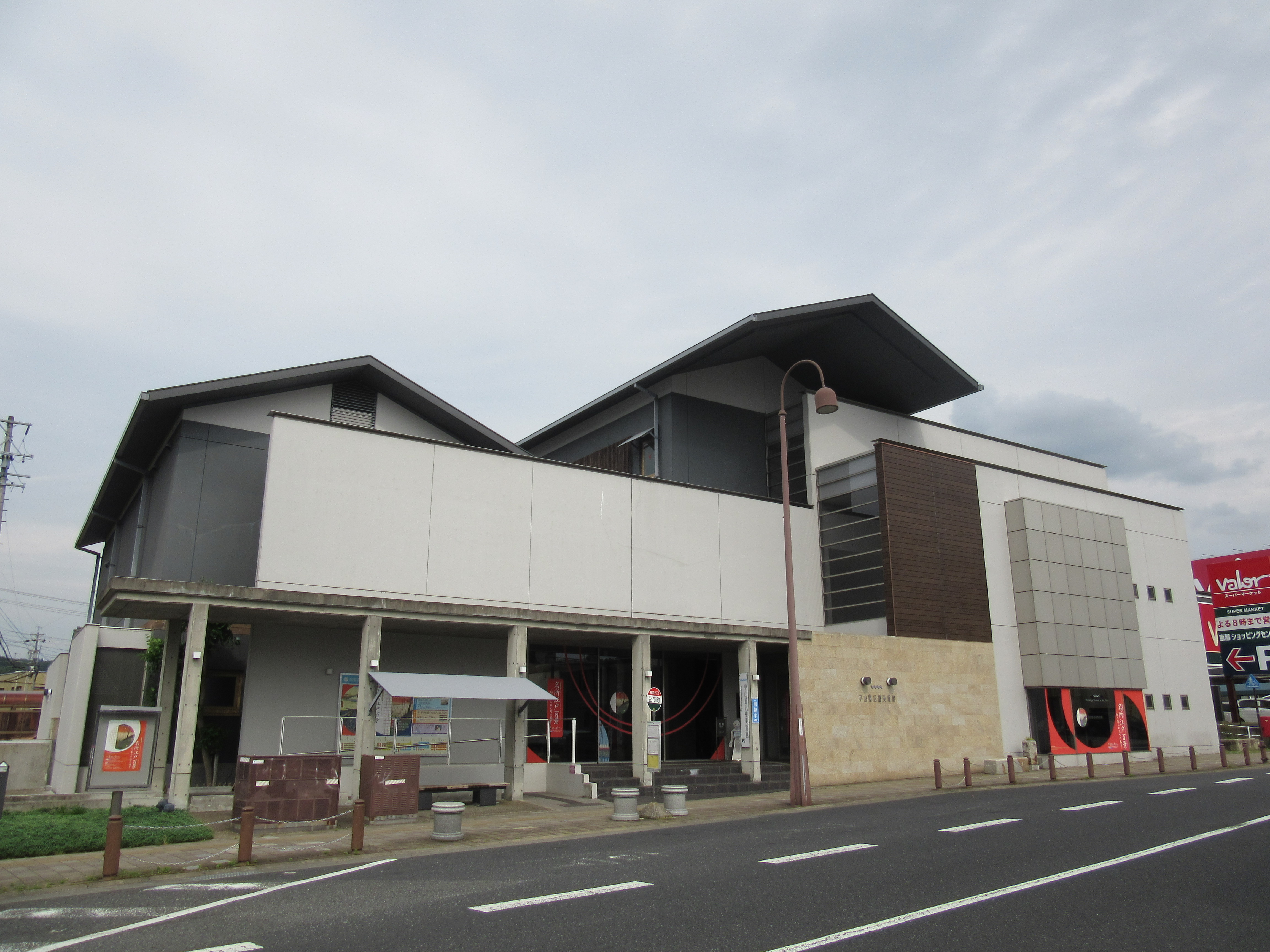
Hiroshige Museum of Art